# Biblioteca pentru toți
Biblioteca pentru toți este o colecție care a fost inițiată din 1 martie 1895 (și coordonată între 1895-1899) de scriitorul și folcloristul Dumitru Stăncescu în colaborare cu editorul Carol Müller, care s-a inspirat de colecția germană de buzunar Reclams Universal-Bibliothek din Leipzig.

## Istorie
Primul număr din 1895 cuprindea „Povești alese” de Hans Christian Andersen, traducere de Dumitru Stăncescu. Au fost publicate 178 de numere.

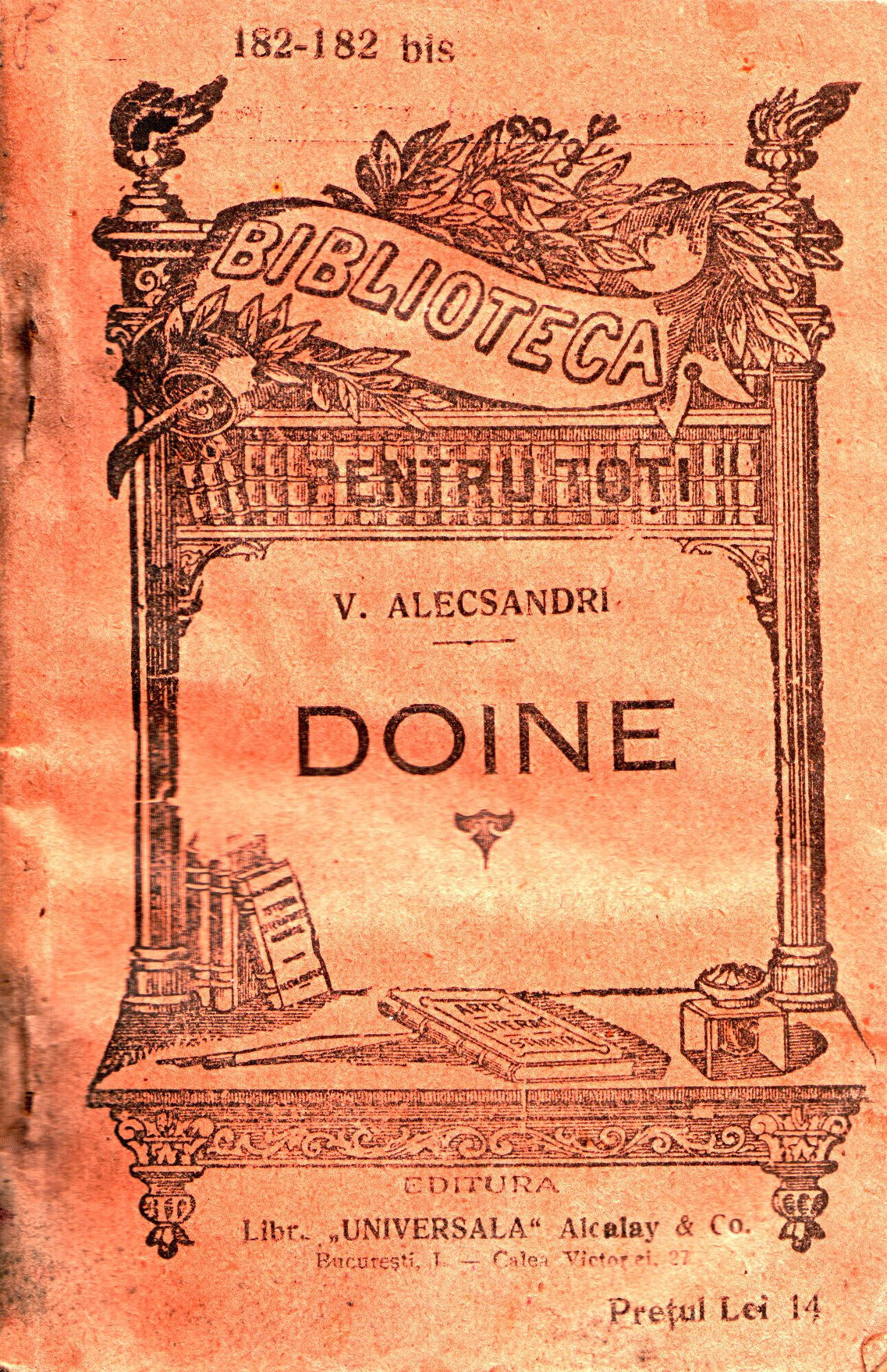
Coperta volumului „Doine” de Vasile Alecsandri

În anul 1900 colecția a fost vândută Librăriei Leon Alcalay din București, care a continuat numerotarea de la numărul 179. Leon Alcalay a continuat lunar seria lucrărilor de tematică variată, ajungând în 1920, anul morții sale și al trecerii colecției „Biblioteca pentru toți” sub egida editurii „Viața Românească”, la 1069 numere, câteva reeditate de mai multe ori.
„Viața Românească” a publicat numere noi în continuare, și a ajuns după 3 ani la nr. 1105.
În 1923 ea a fost preluată de Iancu Șaraga și S. Schwartz. Noii proprietari au retipărit cele 1105 numere, în ediții revizuite. Noua denumire a editurii a fost Librăria „UNIVERSALA” ALCALAY & Co., iar ultimul număr de colecție publicat de această editură, în anul 1940, a fost 1536.
În anul 1941 nu a fost publicat nici un număr.
În intervalul 1942–1948 Biblioteca pentru toți a fost publicată de Editura Socec.
Ulterior, pentru puțin timp, colecția a fost tipărită de editura „Biblioteca pentru toți”.
Din 1950 până în 1959 Biblioteca pentru toți a fost publicată de Editura „Cartea Rusă”, „Editura pentru Literatură și Artă” a Uniunii Scriitorilor, Editura ARLUS, Editura Tineretului a CC al UTC, fără numere de colecție. 
Începând de la 1 aprilie 1959, Biblioteca pentru Toți, a apărut în cadrul Editurii de Stat pentru Literatură și Artă (ESPLA), devenită din ianuarie 1961 Editura pentru Literatură. și, din 1970, de Editura Minerva, ca serie nouă, numerotată din nou de la 1. Mihai Șora a fost fondatorul noii serii BPT ca redactor-șef la Editura de Stat pentru Literatură și Artă.
Între ianuarie 1960 - august 1967 au fost publicate 400 de numere în colecția Biblioteca pentru toți, cu un tiraj total de 24,625 milioane de exemplare (același număr de exemplare au fost publicate în perioada 1895-1949 în aceeași colecție, dar nenumerotată). Primele 400 de numere au cca. 140.000 de pagini de carte cu opere din 31 de literaturi - română, africană, sud-africană, americană, arabă, belgiană, bulgară, cehă, chineză, daneză, elvețiană, engleză, finlandeză, franceză, georgiană, germană, greacă modernă și antică, guatemaleză, idiș, indiană, islandeză, italiană, latină, maghiară, norvegiană, persană, poloneză, rusă, sârbă și spaniolă.
În 2001, colecția „Biblioteca pentru toți” a ieșit de sub egida Ministerului Culturii. Statul a înregistrat la Oficiul de Stat pentru  Invenții și  Mărci (OSIM) doar formula BPT, inițialele colecției, formula extinsă, adică „Biblioteca pentru toți” rămânând astfel neînregistrată.
Marius Tucă, redactor șef la Jurnalul Național, a folosit sigla BPT după ce a solicitat la Oficiul de Stat pentru  Invenții și  Mărci să-i atribuie personal marca „Biblioteca pentru toți”, dar înainte ca instituția să-i dea un răspuns.
În luna martie a anului 2009, ziarul Jurnalul Național a lansat sub marca „Biblioteca pentru toți” o colecție de cărți, cuprinzând 100 de titluri, majoritatea acestora având autori români. Fiecare volum a fost editat în format 12x20 cm, iar pe coperte au fost reproduse creații ale unor pictori români.
Numerotarea seriei publicate de Intact Media Group, proprietarul „Jurnalului Național”, începe cu volumul 1, deși în varianta Editurii Minerva, colecția a depășit numărul 1.700. Pentru a evita conflictul cu colecția originală, emblema BPT de pe cărțile publicate de Jurnalul Național a fost modificată, astfel încât s-a păstrat doar sintagma BPT, iar ovalul cu fond negru, în interiorul căruia scria „fondată în 1895” și „serie nouă”, a fost înlocuit cu imaginea unei cărți deschise la 360 de grade. 

## Republica Moldova
Și în Republica Moldova apare o colecție Biblioteca pentru toți care se vinde împreună cu ziarul Timpul.  Ziarul Timpul colaborează cu Editura Litera și cu Întreprinderea Moldpresa, pentru a scoate cărțile în fiecare vineri. 

## Galerie de imagini

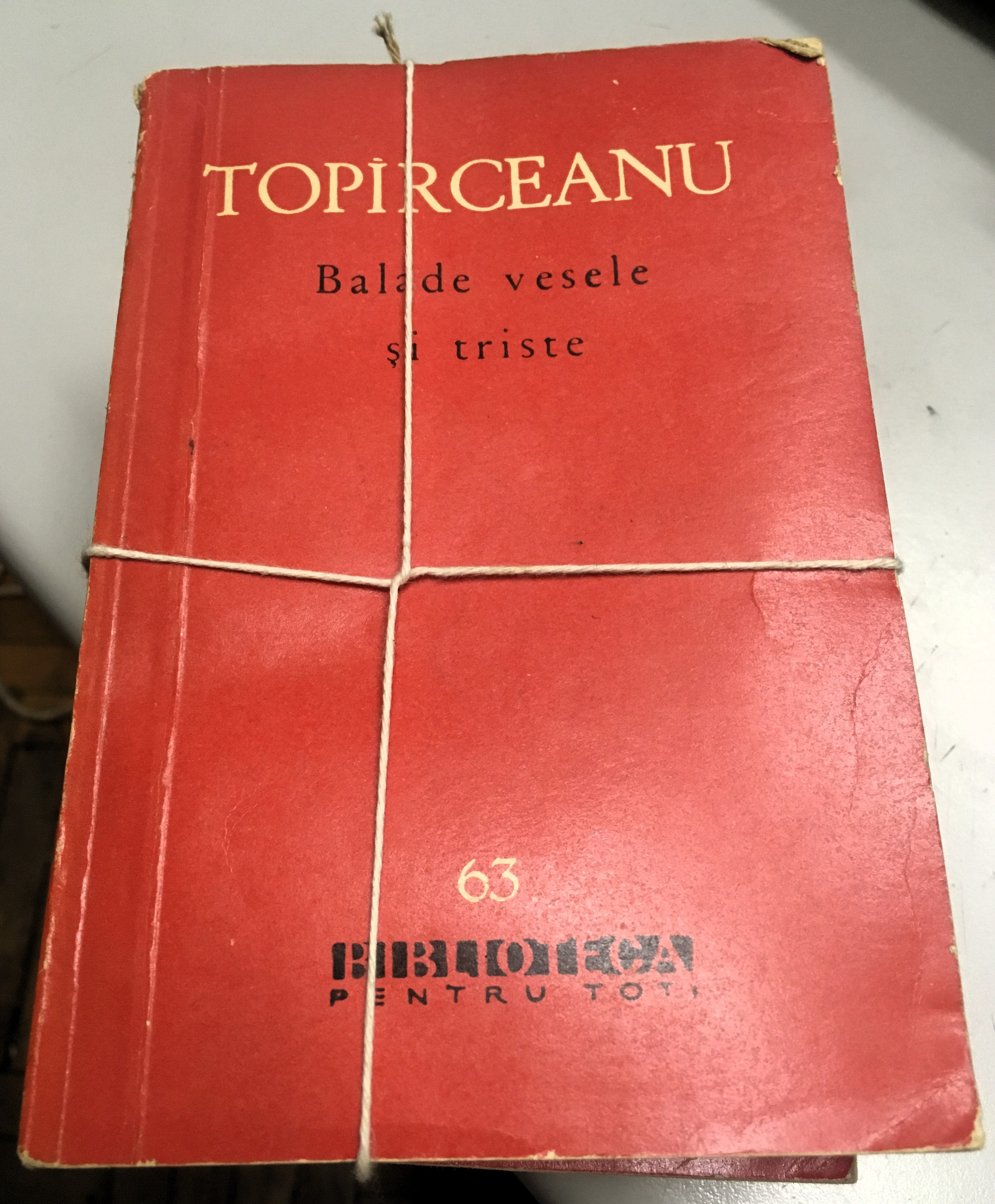
Biblioteca pentru toți, perioada comunistă. Cărțile cu autori români aveau coperta roșie iar pentru autorii străini coperta era albastră.
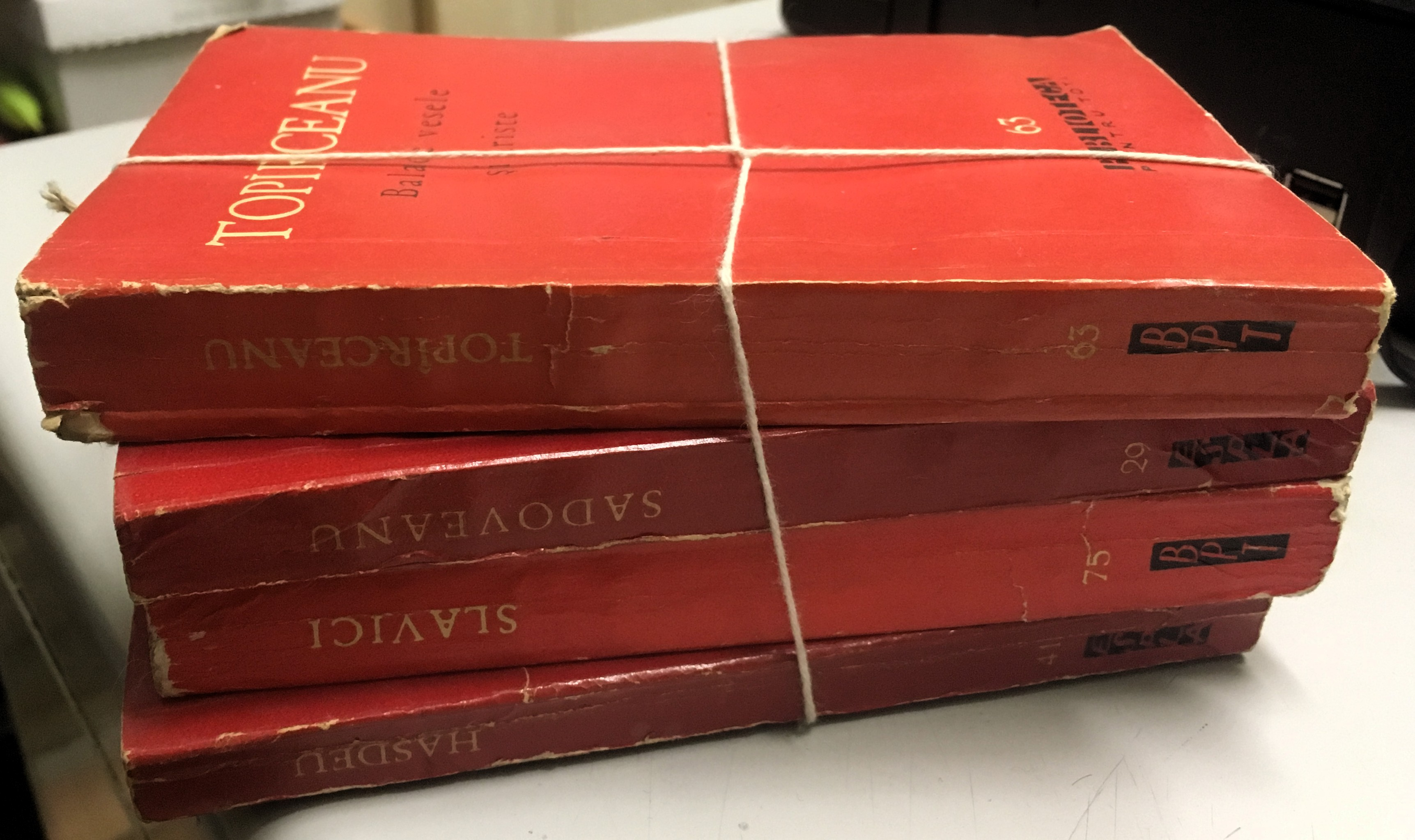
Biblioteca pentru toți, perioada comunistă
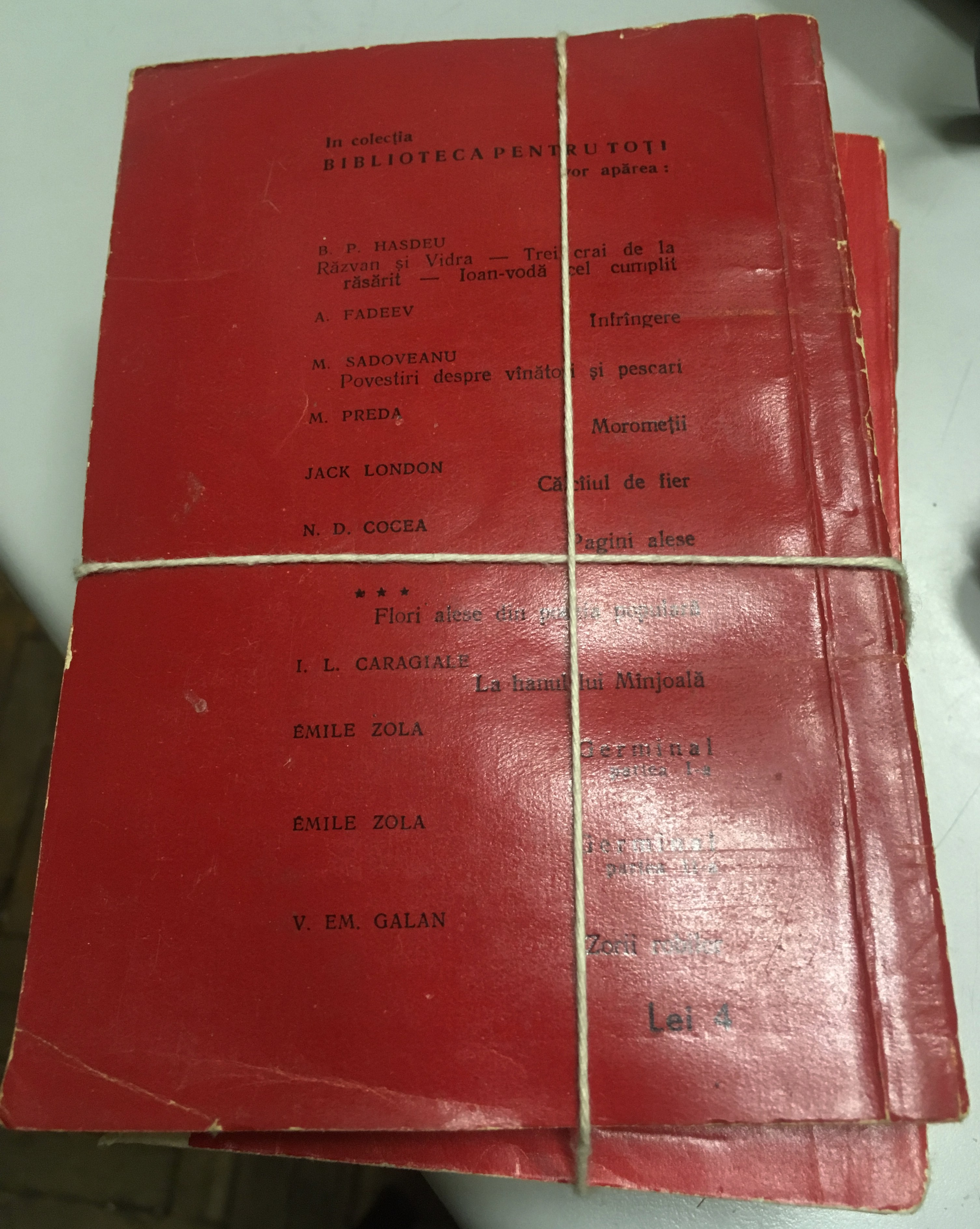
Biblioteca pentru toți, perioada comunistă
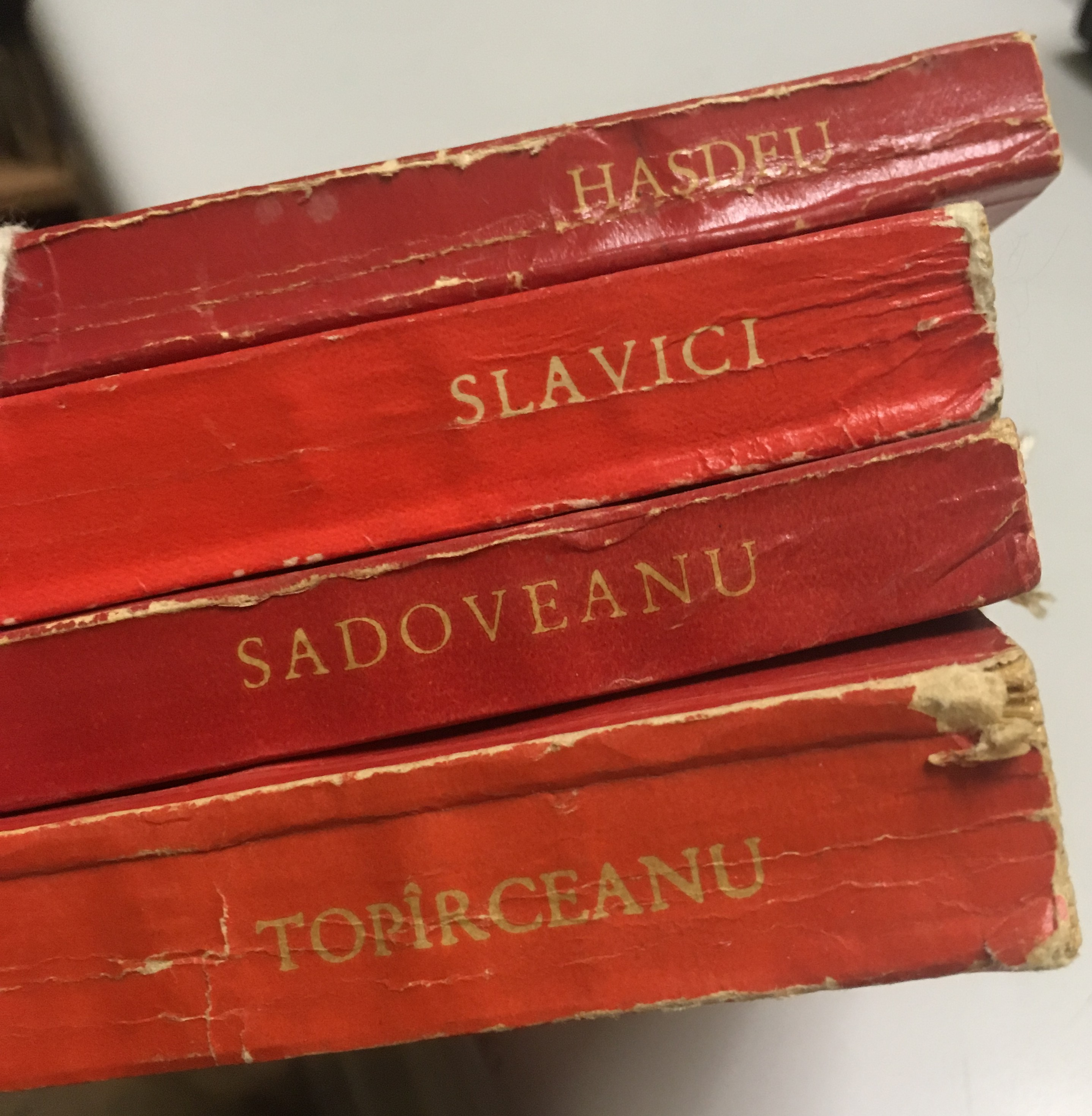
Biblioteca pentru toți, perioada comunistă

## Vezi și
- Catalogul colecției Biblioteca pentru toți (Editura Minerva)
- Catalogul Colecției Biblioteca pentru toți (Jurnalul Național)
- Materiale media legate de Biblioteca pentru toți la Wikimedia Commons